# Ceratothoa angulata
Ceratothoa angulata är en kräftdjursart som först beskrevs av Richardson 1910.  Ceratothoa angulata ingår i släktet Ceratothoa och familjen Cymothoidae. Inga underarter finns listade i Catalogue of Life.